# Tour der südafrikanischen Rugby-Union-Nationalmannschaft nach Australien und Neuseeland 1956
| Tour der Springboks nach Australien und Neuseeland 1956 | Tour der Springboks nach Australien und Neuseeland 1956 | Tour der Springboks nach Australien und Neuseeland 1956 | Tour der Springboks nach Australien und Neuseeland 1956 | Tour der Springboks nach Australien und Neuseeland 1956 |
| Übersicht                                               | S                                                       | G                                                       | U                                                       | N                                                       |
| ------------------------------------------------------- | ------------------------------------------------------- | ------------------------------------------------------- | ------------------------------------------------------- | ------------------------------------------------------- |
| Test Matches                                            | 06                                                      | 03                                                      | 0                                                       | 3                                                       |
| Sonstige Spiele                                         | 23                                                      | 19                                                      | 1                                                       | 3                                                       |
| Gesamt                                                  | 29                                                      | 22                                                      | 1                                                       | 6                                                       |
|                                                         |                                                         |                                                         |                                                         |                                                         |
| Australien                                              | 2                                                       | 2                                                       | 0                                                       | 0                                                       |
| Neuseeland                                              | 4                                                       | 1                                                       | 0                                                       | 3                                                       |

Die Tour der südafrikanischen Rugby-Union-Nationalmannschaft nach Australien und Neuseeland 1956 umfasste eine Reihe von Freundschaftsspielen der Springboks, der Nationalmannschaft Südafrikas in der Sportart Rugby Union. Das Team reiste von Mai bis September 1956 durch Australien und Neuseeland, wobei es 29 Spiele bestritt. Dazu gehörten zwei bzw. vier Test Matches gegen die Wallabies und die All Blacks sowie 23 weitere Begegnungen mit Vereinen und Auswahlteams.
Auf dieser Tour mussten die Springboks ihre seit einem halben Jahrhundert anhaltende Vormachtstellung im internationalen Rugbysport abgeben. Zwar entschieden sie beide Test Matches gegen Australien für sich, mussten sich aber in drei von vier Test Matches gegen Neuseeland geschlagen geben und verloren somit erstmals eine Serie. Gegen weitere neuseeländische Teams kamen drei weitere Niederlagen sowie ein Unentschieden hinzu.

## Spielplan
- Hintergrundfarbe grün = Sieg
- Hintergrundfarbe gelb = Unentschieden
- Hintergrundfarbe rot = Niederlage

(Test Matches sind grau unterlegt; Ergebnisse aus der Sicht Südafrikas)

### Spiele in Australien
| #  | Datum         | Gegner                       | Ort      | Stadion               | Ergebnis |
| -- | ------------- | ---------------------------- | -------- | --------------------- | -------- |
| 01 | 15. Mai 1956  | Australian Capital Territory | Canberra | Manuka Oval           | 41:6     |
| 02 | 19. Mai 1956  | New South Wales Waratahs     | Sydney   | Sydney Sports Ground  | 29:9     |
| 03 | 22. Mai 1956  | New South Wales Country      | Tamworth |                       | 15:8     |
| 04 | 26. Mai 1956  | Australien                   | Sydney   | Sydney Cricket Ground | 9:0      |
| 05 | 29. Mai 1952  | Queensland Reds              | Brisbane | Exhibition Ground     | 47:3     |
| 06 | 02. Juni 1952 | Australien                   | Brisbane | Exhibition Ground     | 9:0      |

### Spiele in Neuseeland
| #  | Datum              | Gegner                                                               | Ort              | Stadion           | Ergebnis |
| -- | ------------------ | -------------------------------------------------------------------- | ---------------- | ----------------- | -------- |
| 07 | 09. Juni 1956      | Waikato Rugby Union                                                  | Hamilton         | Rugby Park        | 10:14    |
| 08 | 13. Juni 1956      | North Auckland Rugby Football Union                                  | Whangārei        | Okara Park        | 3:0      |
| 09 | 16. Juni 1956      | Auckland Rugby Football Union                                        | Auckland         | Eden Park         | 6:3      |
| 10 | 20. Juni 1956      | Manawatu / Horowhenua-Kapiti Rugby Football Union                    | Palmerston North | Showgrounds Oval  | 14:3     |
| 11 | 23. Juni 1956      | Wellington Rugby Football Union                                      | Wellington       | Athletic Park     | 8:6      |
| 12 | 27. Juni 1956      | Poverty Bay / East Coast Rugby Football Union                        | Gisborne         | Rugby Park        | 22:0     |
| 13 | 30. Juni 1956      | Hawke’s Bay Rugby Union                                              | Napier           | McLean Park       | 20:8     |
| 14 | 04. Juli 1956      | Nelson & Golden Bay-Motueka & Marlborough Rugby Union                | Nelson           | Trafalgar Park    | 41:3     |
| 15 | 07. Juli 1956      | Otago Rugby Football Union                                           | Dunedin          | Carisbrook        | 14:9     |
| 16 | 14. Juli 1956      | Neuseeland                                                           | Dunedin          | Carisbrook        | 6:10     |
| 17 | 11. Juli 1956      | South Canterbury & Mid Canterbury & North Otago Rugby Football Union | Timaru           | Fraser Park       | 20:8     |
| 18 | 15. Juli 1956      | Canterbury Rugby Football Union                                      | Christchurch     | Lancaster Park    | 6:9      |
| 19 | 26. Juli 1956      | West Coast / Buller Rugby Football Union                             | Westport         | Victoria Square   | 27:6     |
| 20 | 29. Juli 1956      | Southland Rugby Football Union                                       | Invercargill     | Rugby Park        | 23:12    |
| 21 | 29. Juli 1956      | Wairarapa / Bush Rugby Football Union                                | Masterton        | Solway Park       | 19:8     |
| 22 | 04. August 1956    | Neuseeland                                                           | Wellington       | Athletic Park     | 8:3      |
| 23 | 08. August 1956    | Wanganui / King Country Rugby Football Union                         | Wanganui         | Spriggins Park    | 36:16    |
| 24 | 11. August 1956    | Taranaki Rugby Football Union                                        | New Plymouth     | Rugby Park        | 3:3      |
| 25 | 18. August 1956    | Neuseeland                                                           | Christchurch     | Lancaster Park    | 10:17    |
| 26 | 22. August 1956    | New Zealand Universities                                             | Wellington       | Athletic Park     | 15:22    |
| 27 | 25. August 1956    | New Zealand Māori                                                    | Auckland         | Eden Park         | 37:0     |
| 28 | 28. August 1956    | Bay of Plenty & Thames Valley Rugby Football Union                   | Rotorua          | A & P Showgrounds | 17:6     |
| 29 | 01. September 1956 | Neuseeland                                                           | Auckland         | Eden Park         | 5:11     |

## Test Matches
| 26. Mai 1956 | Australien | 0 : 9         | Südafrika                               | Sydney Cricket Ground, Sydney Zuschauer: 36.000 Schiedsrichter: Roger Vanderfield (Australien) |
| 26. Mai 1956 |            | (0:3) Bericht | Versuche: Nel Retief Erhöhungen: Vivier | Sydney Cricket Ground, Sydney Zuschauer: 36.000 Schiedsrichter: Roger Vanderfield (Australien) |

Aufstellungen:
- Australien: Jim Brown, Cyril Burke, Alan Cameron , Keith Cross, Colin Forbes, McLaurin Hughes, Garth Jones, Tony Miller, John O’Neill, Roderick Phelps, James Phipps, Nicholas Shehadie, Ross Sheil, John Thornett, Saxon White
- Südafrika: Dawie Ackermann, Jaap Bekker, Johan Claassen, Salty du Rand, Paul Johnstone, Chris Koch, Butch Lochner, Patrick Montini, Jeremy Nel, Brian Pfaff, Daan Retief, Coenraad Strydom, Albertus van der Merwe, Tom van Vollenhoven, Basie Vivier

| 2. Juni 1956 | Australien | 0 : 9         | Südafrika                                            | Exhibition Ground, Brisbane Zuschauer: 22.000 Schiedsrichter: Tom Moore (Neuseeland) |
| 2. Juni 1956 |            | (0:3) Bericht | Versuche: Dryburgh Retief Dropgoals: van Vollenhoven | Exhibition Ground, Brisbane Zuschauer: 22.000 Schiedsrichter: Tom Moore (Neuseeland) |

Aufstellungen:
- Australien: Jim Brown, Cyril Burke, Alan Cameron , Brian Cox, Keith Cross, Colin Forbes, McLaurin Hughes, Tony Miller, John O’Neill, Roderick Phelps, James Phipps, Barry Roberts, Nicholas Shehadie, John Thornett, Saxon White
- Südafrika: Dawie Ackermann, Jaap Bekker, Johnny Buchler, Johan Claassen, Roy Dryburgh, Salty du Rand, Butch Lochner, Patrick Montini, Jeremy Nel, Daan Retief, Coenraad Strydom, Albertus van der Merwe, Tom van Vollenhoven, Basie Vivier , Harry Walker

| 14. Juli 1956 | Neuseeland                                    | 10 : 6         | Südafrika                            | Carisbrook, Dunedin Zuschauer: 39.300 Schiedsrichter: Frank Parkinson (Neuseeland) |
| 14. Juli 1956 | Versuche: Jarden White Erhöhungen: Jarden (2) | (10:3) Bericht | Versuche: Howe Straftritte: Dryburgh | Carisbrook, Dunedin Zuschauer: 39.300 Schiedsrichter: Frank Parkinson (Neuseeland) |

Aufstellungen:
- Neuseeland: Robin Archer, Ross Brown, John Buxton, Ian Clarke, Morrie Dixon, Bob Duff, Bill Gray, Ronald Hemi, Stan Hill, Mark Irwin, Ron Jarden, Donald McIntosh, Pat Vincent , Pat Walsh, Richard White
- Südafrika: Dawie Ackermann, Jaap Bekker, Johan Claassen, Roy Dryburgh, Jan du Preez, Salty du Rand , Bennett Howe, Paul Johnstone, Butch Lochner, Jeremy Nel, Daan Retief, Coenraad Strydom, Clive Ulyate, Albertus van der Merwe, Harry Walker

| 4. August 1956 | Neuseeland      | 3 : 8         | Südafrika                                   | Athletic Park, Wellington Zuschauer: 47.500 Schiedsrichter: Frank Parkinson (Neuseeland) |
| 4. August 1956 | Versuche: Brown | (3:0) Bericht | Versuche: du Rand Retief Erhöhungen: Vivier | Athletic Park, Wellington Zuschauer: 47.500 Schiedsrichter: Frank Parkinson (Neuseeland) |

Aufstellungen:
- Neuseeland: Mick Bremner, Ross Brown, Bill Clark, Ian Clarke, Morrie Dixon, Bob Duff, Bill Gray, Ron Jarden, Frank McAtamney, Neven MacEwan, Donald McIntosh, Pat Vincent , Pat Walsh, Richard White, Dennis Young
- Südafrika: Jaap Bekker, Theuns Briers, Johan Claassen, Salty du Rand, Tommy Gentles, Paul Johnstone, Ian Kirkpatrick, Chris Koch, Butch Lochner, Jeremy Nel, Jan Pickard, Daan Retief, Clive Ulyate, Albertus van der Merwe, Basie Vivier

| 18. August 1956 | Neuseeland                                                                 | 17 : 10        | Südafrika                                          | Lancaster Park, Christchurch Zuschauer: 51.000 Schiedsrichter: William Fright (Neuseeland) |
| 18. August 1956 | Versuche: Dixon Jarden White Erhöhungen: D. Clarke Straftritte: Clarke (2) | (11:0) Bericht | Versuche: Lochner Rosenberg Erhöhungen: Vivier (2) | Lancaster Park, Christchurch Zuschauer: 51.000 Schiedsrichter: William Fright (Neuseeland) |

Aufstellungen:
- Neuseeland: Robin Archer, Ross Brown, Bill Clark, Don Clarke, Ian Clarke, Morrie Dixon, Bob Duff , Bill Gray, Ronald Hemi, Stan Hill, Ron Jarden, Peter Jones, Alan Reid, Kevin Skinner, Richard White
- Südafrika: Dawie Ackermann, Jaap Bekker, Theuns Briers, Johan Claassen, Salty du Rand, Tommy Gentles, Chris Koch, Butch Lochner, Jeremy Nel, Daan Retief, Wilf Rosenberg, Clive Ulyate, Albertus van der Merwe, Tom van Vollenhoven, Basie Vivier

| 1. September 1956 | Neuseeland                                                       | 11:5          | Südafrika                             | Eden Park, Auckland Zuschauer: 61.240 Schiedsrichter: William Fright (Neuseeland) |
| 1. September 1956 | Versuche: Jones Erhöhungen: D. Clarke Straftritte: D. Clarke (2) | (3:0) Bericht | Versuche: Dryburgh Erhöhungen: Vivier | Eden Park, Auckland Zuschauer: 61.240 Schiedsrichter: William Fright (Neuseeland) |

Aufstellungen:
- Neuseeland: Ross Brown, Bill Clark, Don Clarke, Ian Clarke, Morrie Dixon, Bob Duff , Bill Gray, Ronald Hemi, Stan Hill, Ron Jarden, Peter Jones, Alan Reid, Kevin Skinner, Pat Walsh, Richard White
- Südafrika: Jaap Bekker, Theuns Briers, Johan Claassen, Roy Dryburgh, Salty du Rand, Howe, Paul Johnstone, Butch Lochner, Jeremy Nel, Daan Retief, James Starke, Coenraad Strydom, Albertus van der Merwe, Basie Vivier , Harry Walker

## Kader

### Management
- Tourmanager: Danie Craven
- Managerassistent: D. de Villiers
- Tourkapitän: Basie Vivier
- Vizekapitän: Salty du Rand

### Spieler
| Spieler             | Position         | Mannschaft         |
| ------------------- | ---------------- | ------------------ |
| Tommy Gentles       | Halbspieler      | Western Province   |
| Bennett Howe        | Halbspieler      | Border             |
| Brian Pfaff         | Halbspieler      | Western Province   |
| Coenraad Strydom    | Halbspieler      | Transvaal          |
| Clive Ulyate        | Halbspieler      | Orange Free State  |
| Roy Dryburgh        | Dreiviertelreihe | Natal              |
| Jan du Preez        | Dreiviertelreihe | Western Province   |
| Paul Johnstone      | Dreiviertelreihe | Transvaal          |
| Ian Kirkpatrick     | Dreiviertelreihe | Griqualand West    |
| Patrick Montini     | Dreiviertelreihe | Western Province   |
| Jeremy Nel          | Dreiviertelreihe | Western Province   |
| Wilf Rosenberg      | Dreiviertelreihe | Transvaal          |
| Tom van Vollenhoven | Dreiviertelreihe | Northern Transvaal |
| Johnny Buchler      | Schlussmann      | Transvaal          |
| Basie Vivier        | Schlussmann      | Orange Free State  |

| Spieler                | Position | Mannschaft         |
| ---------------------- | -------- | ------------------ |
| Dawie Ackermann        | Stürmer  | Western Province   |
| Jaap Bekker            | Stürmer  | Northern Transvaal |
| Johan Claassen         | Stürmer  | Western Transvaal  |
| Chris de Nysschen      | Stürmer  | Western Province   |
| Chris de Wilzem        | Stürmer  | Free State         |
| Salty du Rand          | Stürmer  | Northern Transvaal |
| Pieter du Toit         | Stürmer  | Western Province   |
| Melt Hanekom           | Stürmer  | Boland             |
| Chris Koch             | Stürmer  | Boland             |
| Butch Lochner          | Stürmer  | Western Province   |
| Jan Pickard            | Stürmer  | Natal              |
| Dan Retief             | Stürmer  | Northern Transvaal |
| Albertus van der Merwe | Stürmer  | Boland             |
| Basie van Wyk          | Stürmer  | Transvaal          |
| Harry Walker           | Stürmer  | Western Transvaal  |